# 阿玛拉普拉大佛塔
马哈维扎亚兰西大佛塔（意为“大胜光大佛塔”），通称大佛塔（ပုထိုးတော်ကြီး）、阿玛拉普拉大佛塔（အမရပူရ ပုထိုးတော်ကြီး），位于缅甸阿玛拉普拉当达曼湖北岸，和皎多枝佛塔隔湖相望。建于1819年，贡榜王朝巴基道王主持修建。

## 历史
大佛塔修建于1819年，正值贡榜王朝自阿玛拉普拉迁都返回阿瓦前夕。“大佛塔”和敏贡大佛塔同名。塔内原有佛陀金像及各式珍宝，1905年被盗，此后亦在1839年、1912年、1956年几经地震摧残而坍圮，但都得到及时重建，现今的大塔重建于1959年。
1959年，缅僧众出资重修塔尖宝伞。2014年，又更换全新宝伞，但仅一年后就遭风灾而毁坏，到2019年由政府出资重修。

## 建筑
塔高120米，塔基为方形平面，形制和蒲甘瑞喜宫佛塔、明加拉泽迪佛塔类似。塔基阶梯原有大理石本生壁画，现已不存。